# ザ・シールド ルール無用の警察バッジ
『ザ･シールド 〜ルール無用の警察バッジ〜』（原題：The Shield）はアメリカ合衆国の刑事ドラマシリーズ。本国の放送局はFXネットワーク。第1シーズンは、エミー賞ケーブルテレビ部門でもっとも多くのノミネートを受けた。実在した、ロサンゼルスのラムパート区警察のスキャンダルから着想を得ている。シリーズの製作は、ショーン・ライアン、Fox Television Studios、ソニー・ピクチャーズ テレビジョン。なお海外ではPS2・PC向けにゲーム化されている。日本ではCSチャンネルAXNが日本独占で放送した。

## 作品概要
ロサンゼルスの架空の都市ファーミントン（"the Farm":牧場）を舞台に、ギャング犯罪専門のタスクフォース、「ストライクチーム」の活躍を描く。彼らのホームベースは、教会を改装して作られたファーミントン署、（通称"the Barn":納屋）。彼らは独自の正義感と行動理念で、時には署長の命に逆らい、違法とも言えるメソッドで捜査を展開する。
ストライクチームの着想の元となったのは、実在したロサンゼルス・ラムパート区警察のアンチ・ギャング・ユニット「CRASH UNIT」である。製作の段階では、番組名として"Rampart"を採用するかどうか検討されていたが、最終的に警察バッジに記されている「盾」を意味する"The Shield"に決定した。チームは、街の治安を守るために様々な戦略で組織犯罪と立ち向かう。その捜査方法は時に違法で、非倫理的。初期メンバーの4人は、非常に強い信頼関係で結ばれており、5人目が加入する際には必ず騒動が勃発するか、新規加入者が死傷する。
『ザ・シールド』では、1つのシーズンにおいて主軸となるストーリーラインとは別に、いくつものサブ・ストーリーが同時に展開する。1エピソード内に解決する事件もあれば、シーズンを通して扱われる事件、またシリーズ全体のキーとなる事件が複雑に交錯する。市民の警察不信、ドラッグ取引、対立ギャング間の抗争が激化するファーミントンで、かつては強かったストライクチームの絆が次第に破綻していく。

## 登場人物

### ストライクチーム
刑事ビクター・サミュエル「ヴィック」マッキー (Victor Samuel "Vic" Mackey)
演 - マイケル・チクリス (Michael Chiklis)、日本語吹替 - 谷口節
ストライクチーム創設時からのリーダー。非倫理的な手法で、非常に多くの凶悪事件を短時間で解決する。ファーミントン地区のギャング事情に最も精通しており、ドラッグ取引の一部を容認し、抗争を最小限に抑える策士。ドラッグディーラーや娼婦を、非公式な情報提供者として活用し、時には対象を卑劣な罠にかけて逮捕に結びつける。妻と3人の子供持ち（第3シーズンで離婚）。長男と次女には、先天的な発達障害があることが判明する。職場の同僚ダニーとの間にも男の子を一人儲ける（第6シーズン）。シリーズ初回では、ストライクチームの汚職を暴こうと潜入捜査中だったテリー・クラウリー刑事を、ドラッグディーラーの犯行に見立てて殺害した。その後幾度も訪れるチームの危機を、水面下の取引や脅迫、単独による暗殺などで切り抜ける。
刑事シェーン・ヴェンドレル (Detective Shane Vendrell)
演 - ウォルトン・ゴギンズ (Walton Goggins)、日本語吹替 - 佐藤晴男
ヴィックとはストライクチーム結成以前からの親友であり、私服警官時代のパートナー。ヴィックのテリー殺害を知る唯一のメンバー（第5シーズンまで）。怒りに任せた報復行為や、軽率な行動は度々チームを危機に追い込むが、ヴィックの下に再び団結し、共にこれを打開する。彼の過激な行動は、ヴィックを慕う思いが行き過ぎた結果であることが少なくない。マネートレインの強奪金を焼却したカーティスをかばうヴィックに激しく反発したり、カーティス殺害を一人で決断するあたりからもそれがうかがえる。カーティスが死亡し、ストライクチームへの容疑が晴れたのはシェーンの功績と言えるが、それを認めず彼を叱責したヴィックと激しく衝突する（第6シーズン）。ヴィックとの決裂後、テリー殺害を含むストライクチームの悪事全てを記載した文章を作成、それを盾に自分と家族に危害を加えないようヴィックに警告した。息子一人と妊娠中の妻がいる。
刑事カーティス・レマンスキー (Curtis "Lemonhead" Lemansky)
演 - ケネス・ジョンソン (Kenneth Johnson)、日本語吹替 - 松本大
ストライクチームのメンバーの中で最も一般的なモラルの持ち主。そのため、チームの度を越えた捜査活動にしばしば不快感を示す。アルメニアギャングの資金洗浄オペレーション「マネートレイン」を襲撃する計画に唯一反対の意を唱えたメンバー。動物の命を尊む気持ちが人一倍あり、猛犬を撃ち殺したシェーンを激しく批判した。マネートレイン襲撃事件でストライクチームに疑いの目が向けられた時、独断で金を焼却する。このことがストライクチーム解散の直接的な理由となってしまった。並外れた腕力と身体能力の持ち主。ショットガンをメインの武装とし、突入の際には常にポイントマンとしてチームをリードする。仲間からは愛称のLem、またはLemonhead（レモンヘッド）で呼ばれる事が多い。
刑事ロニー・ガードッキ (Ronnie Gardocki)
演 - デヴィッド・リース・スネル (David Rees Snell)、日本語吹替 - 星野充昭
男性ホルモン全開の他のメンバー3名とは対照的で、もっとも物静かで知的。コンピュータや携帯電話などの電子機器に精通しており、盗聴機や発信機を使いこなす。身体的にも強く、拳で抵抗する犯人をねじ伏せることもある。シェーンとカーティスがストライクチームから離脱したあと、ヴィックとファーミントン署に残り「ビデオ監視業務」に従事した（第4シーズン）。非常に冷静で、分析能力が高く、疑い深い性格の持ち主。暴露文書を作成したシェーンとは激しく対立し、彼を拒絶した。

### ストライクチーム追加メンバー
刑事テリー・クラウリー
演 - リード・ダイアモンド
シリーズ初回以前の段階で、ストライクチームに追加された新メンバー。アメリカ合衆国司法省、アーサヴェダ署長と結託し、ヴィックらの悪事を告発するためストライクチームに潜入していた。狡猾で計算高い性格。告発の代償として、司法省でのポストを要求していた。ドラッグディーラー宅への突入の際、殺害した容疑者の拳銃によりヴィックに射殺される。
ケヴィン・ハイアット
演 - アレックス・オロックリン、日本語吹替 - 土田大
退職を迫られているヴィックの代わりのリーダーとして第6シーズンから配属。
ジュリアン・ロウ
演 - マイケル・ジェイス、日本語吹替 - 安井邦彦
ダニーの相棒のパトロール巡査だったが、第6シーズンからウィムズ署長から命じられてチームに加入。ゲイである自分に悩むが、一般の女性と結婚している。

### その他
デビッド・アセベダ
演 - ベニート・マルティネス、日本語吹替 - てらそままさき
ファーミントン署長から市会議員に転進する野心家。ヴィックとは対立したり取引したりという複雑な関係にある。
クローデット・ウィムズ
演 - CCH・パウンダー、日本語吹替 - 藤生聖子
ベテランの黒人女性刑事。第5シーズンで署長に抜擢される。
オーランド・“ダッチ”・ワーゲンバック
演 - ジェイ・カーンズ、日本語吹替 - 加藤亮夫
プロファイリングなどを使い数々の事件を解決した自信家。クローデットの相棒だったが第5シーズンでクローデットが署長になったためビリングス刑事と組むことになる。
ダニー・ソーファー
演 - キャサリン・デント、日本語吹替 - 安藤麻吹
女性巡査。第5シーズンでヴィックの子供を出産するが署内には父親は秘密になっている。ジュリアンと組んでいたが第6シーズンからティナが相棒になる。
モニカ・ローリング
演 - グレン・クローズ、日本語吹替 - 宮寺智子
アセベダの後任としてファーミントン署長となる。犯罪者の資産を被害者補償に充てるなど大胆な改革を試みるも失敗し職を逐われる（第4シーズン）。
ジョン・キャバナー
演 - フォレスト・ウィテカー、日本語吹替 - 屋良有作
内部監査。執拗にストライクチームの不正を追及する。妻と別れたことが心の傷となっている。
アントウォン・ミッチェル
演 - アンソニー・アンダーソン、日本語吹替 - 天田益男
裏ではギャング団ワン・ナイナーズのボスとして隠然たる力を持つ。警官殺しをさせられたシェーンの弱みを握って思いのままに操ろうとする。
スティーブ・ビリングス
演 - デヴィッド・マルシアーノ
事なかれ主義で人望も薄いファーミントン署刑事。一時期、署長代理を務める。
オーロラ・アセベダ
演 - カミリア・サネス、日本語吹替 - 重松朋
アセベダの妻。
コリーン・マッキー
演 - キャシー・キャリン・ライアン、日本語吹替 - 斎藤恵理
ヴィックの妻。家庭を顧みないヴィック（といってもヴィックは家族〈特に子供たち〉のために懸命になっている）に嫌気がさして離婚。ヴィックとストライク・チームの汚職騒動に巻き込まれ続ける。
キャシディー・マッキー
演 - オータム・チクリス
ヴィックの娘。
なお、演じている女優はヴィック役であるマイケル・チクリスの実娘である。
マシュー・マッキー
演 - ジョエル・ローゼンタール
ヴィックの息子。生まれつき病気を患っている。
ティナ・ハンロン
演 - ポーラ・ガーセス、日本語吹替 - 木下紗華
第5シーズンより登場した巡査。一時期本部の広報課などにいた。
マーラ
演 - ミシェル・ヒックス、日本語吹替 - 小林希唯
シェーンの妻となる。母とともにシェーンの金を勝手に使い込むなどトラブルを巻き起こす。